# Narragodes psychidia
Narragodes psychidia là một loài bướm đêm trong họ Geometridae.